# Benny Guagliardi
Benny Guagliardi (São José do Rio Preto, 11 de maio de 1937 — São José do Rio Preto, 18 de janeiro de 2025)
foi um futebolista brasileiro que atuava como ponta-esquerda. Também foi conhecido como Beny, Beni ou Guagliardi, este último sobretudo quando jogou na Argentina.
Notabilizou-se como um brasileiro integrante da primeira Copa Libertadores da América vencida por um clube argentino, o Independiente, na edição de 1964. Naquele país, também defendeu Boca Juniors (em amistosos) e Gimnasia y Esgrima La Plata. No Brasil, Benny sobressaiu especialmente no auge da Ferroviária de Araraquara.

## Carreira

### Início
Revelado, em 1956, pelo Rio Preto Esporte Clube, de sua cidade natal, incorporou-se em 1957 ao Corinthians. Estreou em 9 de março pelos alvinegros, com gol, em vitória amistosa de 4–2 sobre o Olympic, em Barbacena. Naquele ano, o clube logrou um recorde de invencibilidade para si, em 37 partidas.
A maior parte de seus jogos ocorreram ainda em 1957. Dentre seus gols, Benny marcou em vitória de 5–0 sobre a Lazio, ocorrida no Pacaembu em 23 de junho de 1957, abrindo o placar aos 9 minutos, em quadrangular amistoso no qual também foi bem avaliado contra o Sevilla: "um jogador muito bom. Surpreendeu a todos no Pacaembu. Promete muito" foi a avaliação dada por A Gazeta Esportiva após o duelo com os espanhóis.
Contudo, o jogador não agradou como corintiano; esteve ao todo em 25 partidas pelo time, com dez gols marcados, onze vitórias, sete empates e sete derrotas, em meio ao período de jejum do clube no campeonato estadual (1954-1977). Em 1958, veio a participar de somente duas partidas (a última, em 20 de abril, 3–2, um 3–2 em Jundiaí sobre o Paulista), ambas amistosas. Na sequência da carreira, entretanto, destacou-se em período forte da Ferroviária, na qual chegou a ser colega do futuro ídolo palmeirense Dudu.
A equipe de Araraquara obteve no estadual de 1959 sua melhor colocação na história, o terceiro lugar, abaixo de Santos e Palmeiras. Dentre os dez gols (em 36 jogos) de Benny nessa campanha, ele marcou em 2–2 com o São Paulo dentro do Pacaembu; e, na Fonte Luminosa, encerrou vitória de 3–1 sobre o ex-clube do Corinthians. A equipe também segurou 0–0 dentro do Vila Belmiro contra o Santos, mesmo diante do time de Pelé.
Em 1960, a "Locomotiva" também repercutiu por resultados em amistosos na Europa, notadamente por 2–0 sobre o Porto, 1–1 com o Sporting Lisboa e 1–1 com o Atlético de Madrid, dentre outros. Nessa excursão, Benny marcou inclusive o primeiro gol internacional da Ferroviária, então treinada por Bauer. O lance ocorreu logo aos dois minutos dos 4–3 sobre o Nacional da Madeira, em Funchal. A excursão também incluiu Moçambique, então território português, propiciando duelos contra o jovem Eusébio - ainda atleta amador por equipes locais e quase prospectado pela própria Ferroviária e então sugerido por Bauer ao Benfica, conforme Benny e outros remanescentes assinalaram em 2020 ao UOL.
Nos estaduais de 1961 e de 1962 (ano em que, com Benny, perdeu de apenas 2–0 em jogo-treino contra a seleção brasileira, na preparação desta à Copa do Mundo), a equipe voltou a ser a melhor do interior de São Paulo, firmando-se como o adversário interiorano com melhor retrospecto contra o Santos de Pelé - a exemplo da vitória de 4–0 obtida em 1960. Os dois clubes chegaram a fazer a partida que valeu matematicamente o título paulista de 1961 ao Santos. Nela, Benny marcou um dos gols da Ferroviária no triunfo santista por 6–2 na Vila Belmiro sobre o elenco grená treinado por José Agnelli, que era argentino, mesma nacionalidade de Floreal Garro, técnico de Benny na Ferroviária em 1962.
Benny ainda defendeu a Ferroviária nos primeiros meses de 1963, chegando a marcar gols sobre Cúcuta (duas vezes em 4–0) e Atlético Nacional, vencido por 6–0 em meio a excursão por Colômbia e países da América Central - onde a "AFE" venceu cinco jogos em seis dos disputados contra as seleções do Panamá, de Honduras, de El Salvador, da Guatemala e da Costa Rica.

### Independiente

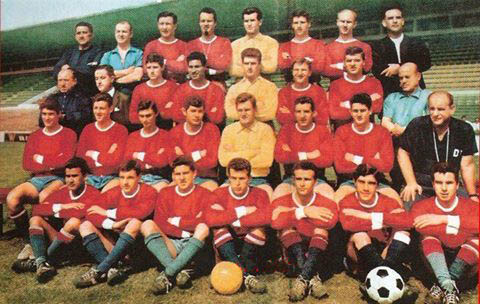
Independiente campeão argentino de 1963. Benny é o antepenúltimo no chão, entre os dois jogadores com bola: seus concorrentes Raúl Bernao e Raúl Savoy.

No início da década de 1960, futebolistas brasileiros estavam altamente valorizados no futebol argentino, com a dupla Boca Juniors (Orlando Peçanha, Dino Sani, Almir Pernambuquinho, Maurinho, Del Vecchio, Paulo Valentim e o treinador Vicente Feola, dentre outros) e River Plate (Moacir, Paulinho, Delém, Salvador e outros) encapando contratações que incluíam vencedores da Copa do Mundo FIFA de 1958 e outros com passagens pela seleção brasileira. San Lorenzo (Ivo Diogo, Alfeu, Parobé e outros), Newell's Old Boys (Juarez, João Cardoso, Roberto Belangero e outros), Rosario Central (Rodrigues Tatu e outros) e Argentinos Juniors (Airton Diogo e outros) foram outras das principais equipes que importaram em grande escalada, assim como o Independiente.
Antes de Benny, a equipe de Avellaneda havia já contratado Joãozinho Severiano, Lanzoninho e o treinador Osvaldo Brandão, todos em 1961. A observação de times argentinos também chegava a clubes do interior de São Paulo, o que incluíra contratações de ex-jogadores do Corinthians de Presidente Prudente pelo Lanús (Zezé Gambassi) ou do XV de Piracicaba pelo Estudiantes de La Plata (Adamastor). Benny chegou à Argentina em 1963, no mesmo ano em que o Independiente contratara para treinador um argentino com trânsito por clubes paulistas, Armando Renganeschi. Este providenciara a contratação também de outro brasileiro, Agostinho Zeola, junto à Prudentina. Outro que chegara ao clube naquele ano fora Paulo Berg, por sua vez vindo do Flamengo gaúcho, atual Caxias.
Berg foi utilizado somente nas três primeiras rodadas do campeonato argentino de 1963. Já o primeiro jogo de Benny foi pela 4ª rodada, precisamente contra o Racing, em Clássico de Avellaneda encerrado em 0–0 no Cilindro. Ele marcou na partida seguinte seus dois primeiros gols pelo Independiente: em chute forte sobre o goleiro Hugo Gatti para marcar o terceiro de 5–0 sobre o Atlanta (equipe quinta colocada ao fim do campeonato) e em cobrança de falta no lance do quarto gol. Na 6ª e na 7ª rodadas, também marcou, respectivamente em 1–1 com o Huracán, no estádio adversário e em 3–3 (diminuindo placar adverso de 2–0) com o Vélez Sarsfield, contra quem também conferiu assistência para empatar provisoriamente em 2–2. Seguiu utilizado seguidamente até a 15ª rodada, chegando a atuar com o brasileiro Zeola na 9ª e na 10ª, únicos jogos deste. Precisamente na 10ª, Benny sofreu pênalti convertido por Tomás Rolán no gol da vitória por 3–2 em La Bombonera sobre o Boca. A partir da 16ª rodada, Renganeschi optou por utilizar Raúl Savoy na ponta-esquerda.
Renganeschi acabou demitido após ser derrotado por 4–0 em casa pelo rival Racing na 17ª rodada, sendo substituído por Manuel Giúdice. Benny reapareceu na 22ª, abrindo placar de empate em 1–1 em La Plata contra o Gimnasia y Esgrima, e disputou as duas partidas seguintes, na sequência invicta que o Rojo soube manter desde a goleada no clássico. Em meio a ela, o clube superou na penúltima rodada o River na liderança e assegurou o título em um polêmico 9–1 em que o San Lorenzo desistiu de jogar. Ainda visto como novato, Benny chegou a ter a cabeça raspada juntamente com juvenis como Vicente de la Mata, em ritual do elenco na pré-temporada de 1964, em Córdoba.
Com cinco gols, Benny fora o quarto colocado na artilharia do elenco campeão de 1963, abaixo de Rolán (seis), Savoy (nove) e de Mario Rodríguez (dezesseis). Concorrendo ora com Savoy e ora com Raúl Bernao por uma das vagas nas pontas, não recuperou o espaço que inicialmente colhia no elenco; em 1964, integrou a campanha campeã da Copa Libertadores da América de 1964, a primeira vencida pelo futebol argentino e pelo clube mais vezes campeão do torneio, mas sendo utilizado somente em partida contra o Alianza Lima (2–2, na fase de grupos), improvisado como centroavante em pontual indisponibilidade de Luis Ernesto Suárez. Sem jogar nenhuma das três partidas do Mundial Interclubes de 1964, Benny participou de dois jogos do campeonato argentino daquele ano, na 6ª e na 14ª rodadas, sem gols.
Sua presença na Libertadores de 1964, por outro lado, fez dele o primeiro futebolista oriundo de São José do Rio Preto a vencer a competição, antecedendo Ronaldão e Luan, tendo Benny comentado em 2017 ao jornal rio-pretano Diário da Região que "foi muita emoção e uma alegria indescritível. Foi uma conquista que alavancou bastante minha carreira. Hoje levo uma vida tranquila, tenho minhas propriedades, graças ao futebol. Lá fui campeão e bem remunerado".

### Final
Ainda em 1964, Benny esteve em um período de testes no Boca Juniors. Disputou três amistosos pelo clube, entre 19 e 23 de dezembro (contra Sarmiento de Resistencia, Atlético Sáenz Peña e Colón), marcando um gol em cada um. Porém, terminou não efetivado, seguindo carreira no Gimnasia y Esgrima La Plata.
O treinador do Gimnasia no início de 1965, Jim López, era outro com passado no Independiente e em diversos clubes paulistas. No campeonato argentino de 1965, Benny marcou onze vezes em 29 jogos, sendo o artilheiro do elenco gimnasista. Dentre os gols, marcou sobre o campeão Boca e também sobre Racing e San Lorenzo, três dos cinco grandes do futebol argentino. Enfrentando o Independiente, chegou a gerar outro gol, ao sofrer um pênalti.
Ele voltou ao Rio Preto em 1966, parando de jogar naquele ano. Em 1968, retomou brevemente a carreira, defendendo o XV de Piracicaba.
Após parar de vez de jogar, estabeleceu-se como empresário na sua cidade natal, com o proprietário de bares, postos de gasolina e imóveis para locação.

## Títulos
Independiente
- Campeonato Argentino: 1963
- Taça Libertadores da América: 1964